# ノット・ア・ガール
『ノット・ア・ガール』（原題: Crossroads）は、歌手のブリトニー・スピアーズが初主演した2002年のアメリカ合衆国の映画。主題歌の「ノット・ア・ガール」（"I'm Not A Girl, Not Yet A Woman"）も本人が歌っている。この映画でブリトニーはゴールデンラズベリー賞（ラジー賞）の最悪主演女優賞・最悪主題歌賞を受賞。映画も酷評され、興行も失敗に終わった。

## ストーリー
ルーシー、キット、ミミの3人は仲の良い幼なじみだったが、今はバラバラ。だが高校を卒業した日の夜、昔、埋めたタイムカプセルを掘り出すため公園に集まった。そこでミミは「歌手のオーディションを受けるため一緒にロスへ行こう」と言う。最初は相手にしなかったルーシーとキットだが、それぞれの願いを叶えるためにロスへ行くことを決意する。こうして3人の「自分探しの旅」が始まる。

## キャスト
| 役名               | 俳優                   | 日本語吹替 | 日本語吹替 |
| 役名               | 俳優                   | ソフト版   | 機内上映版 |
| ------------------ | ---------------------- | ---------- | ---------- |
| ルーシー・ワグナー | ブリトニー・スピアーズ | 宮島依里   | 園崎未恵   |
| ベン               | アンソン・マウント     | 置鮎龍太郎 |            |
| キット             | ゾーイ・サルダナ       | 田村真紀   |            |
| ミミ               | タリン・マニング       | 渕崎ゆり子 |            |
| ピート・ワグナー   | ダン・エイクロイド     | 小山武宏   |            |
| キャロライン       | キム・キャトラル       | 野沢由香里 |            |
| ヘンリー           | ジャスティン・ロング   |            |            |